# Santa Paula
Santa Paula è un centro abitato (City) degli Stati Uniti d'America, situato nella contea di Ventura dello Stato della California.